# Jennifer Janet Álvarez
Jennifer Janet Álvarez (ur. 19 listopada 1993 na Kubie) – kubańska siatkarka grająca jako atakująca lub rozgrywająca. 
Obecnie występuje w drużynie Cienfuegos.